# Фонтан Нептуна (Рим)
Фонтан Нептуна (итал. Fontana del Nettuno) расположен в Риме, столице Италии, к северу от площади Пьяцца Навона. Ранее он был известен как «фонтан деи Кальдерари», так как был расположен недалеко от небольшого переулка с кузнечными мастерскими, где изготовлялись кастрюли и сковородки, а также другими металлургическими предприятиями, все они производили жар.
Восстановление древнеримского акведука Аква Вирго в 1570 году сопровождалось началом работ по продолжению водопроводной трубы в направлении района старого Марсова поля, которое после уменьшения в размерах и городского значения стало самой густонаселенной частью Рима. Восстановление водопровода, в свою очередь, привело к появлению нескольких общественных фонтанов. Резервуар фонтана без скульптур был спроектирован в 1574 году Джакомо Делла Портой, который также отвечал за создание фонтана Мавра на другой стороне площади. Его спонсировал папа Григорий XIII. Нижняя часть резервуара состоит из белого мрамора, а верхняя — из местного камня из Пьетрасанты. В течение следующих 300 лет фонтан стоял без статуй.
Развитие городской инфраструктуры в XIX веке уменьшило значение городских фонтанов как источник для питья и мытья, но повысило их визуальное и политическое значение, особенно после создания итальянского государства со столицей в Риме после 1870 года. Фонтан в том виде, в каком он существует сегодня, был окончательно завершён в 1878 году Антонио делла Биттой, добавившего к нему внушительную скульптуру Нептуна, сражающегося с осьминогом, и Грегорио Дзаппалой, создавшего другие скульптуры, связанные мифологической темой «Нереиды с купидонами и моржами». Эта композиция была добавлена в результате конкурса 1873 года для того, чтобы создать гармоничное сочетание этого фонтана с фонтаном Мавра на южной стороне площади и фонтаном Четырёх рек в центре площади.